# Serovka
Serovka (en rus: Серовка) és un poble de l'óblast de Briansk, a Rússia, segons el cens del 2010 tenia 24 habitants. Pertany al districte de Zlinka.